# Oblat (ordensliv)
Oblat kan inom ordensliv i Katolska kyrkan syftar på en lekman knuten till en orden eller kloster. Under medeltiden kunde barn som överlämnades till ett kloster för att bli munk eller nunna benämnas oblater. I modern tid kan det röra sig om lekbröder och leksystrar, som hör till ett kloster och som delvis följer ordens regler, men inte har för avsikt att vigas in i orden.
Vissa kongregationer använder ordet oblat, exempelvis Oblatfäderna som även är verksamma i Sverige.